# Dia de la setmana
Un dia de la setmana és un dels set dies que integren la setmana. Els dies de la setmana són dilluns, dimarts, dimecres, dijous, divendres, dissabte i diumenge.
El nom dels dies de la setmana en català tenen com a origen el nom dels astres. Així, dilluns ve de dies lunis (dia de la lluna), dimarts de dies martis (dia de Mart), etc. Pel que fa al dissabte, aquest nom procedeix de la festa hebrea del shabbat (dia del sàbat), i el diumenge de la paraula llatina domus o domine (dia del senyor).
A més dels noms dels dies de la setmana, el català disposa de diverses paraules i locucions per a referir-se als dies pròxims, com ara: abans-d'ahir o despús-ahir per a referir-se al dia anterior a ahir, despús-ahir no l'altre (o despús-ahir l'altre) per a referir-se al dia anterior a despús-ahir, demà passat o despús-demà per a referir-se al dia posterior a demà, i despús-demà no l'altre (o despús-demà l'altre) per a referir-se al dia posterior a despús-demà.

## Planetes i numeració

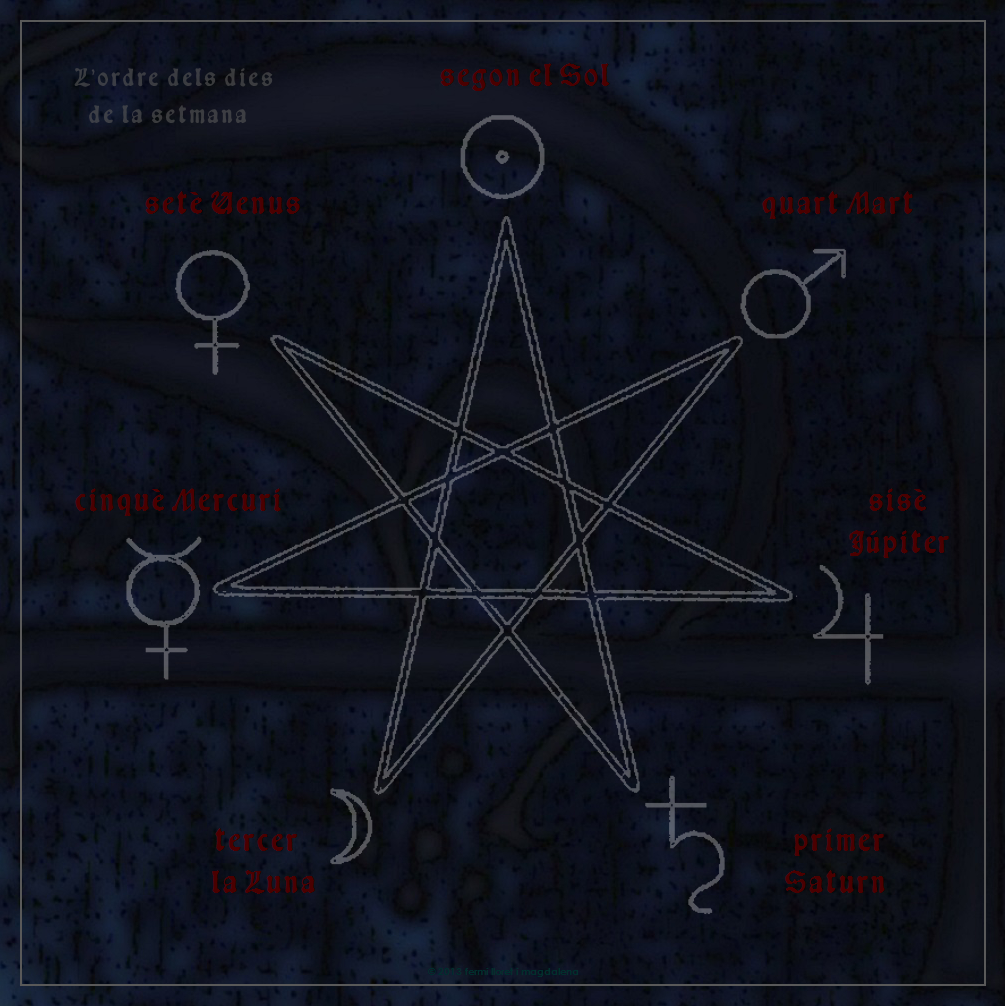
Sobre l'ordre i nom dels dies de la setmana

Mentre que les llengües mediterrànies orientals reflecteixen variacions de la numeració dels dies de la setmana, les d'Europa Occidental (tret del portuguès) reflecteixen noms basats en els noms dels planetes perceptibles a simple vista.

## Història
Els noms llatins dels déus són simples transliteracions dels noms grecs, els quals eren al seu torn transliteracions dels noms babilònics, els quals es remunten als sumeris.

### Hebreu antic
Els antics hebreus simplement numeraven els dies de la setmana, excepte el setè, el sàbat (shabbat), que era el dia de descans.

## Nom dels dies en llengües modernes

### Àrab
En àrab es numeren els dies, i igualment, el setè és el sàbat (asSabt). El sisè dia actualment es diu al-Jum'ah, 'el dia de la reunió' (jum), quan els musulmans resen a la mesquita (jâmi).

### Grec modern
En grec modern, els dies també es numeren, i de la mateixa manera, el setè és el sàbat (sávvato), i el primer dia és el 'dia del Senyor' (kireakê). El sisè dia, en grec s'anomena 'preparació' (paraskeuê). Aquest terme, en realitat, és d'origen hebreu, ja que fa referència a la preparació del shabbat.

### Anglès
En el cas de la llengua anglesa, els noms dels dies de la setmana tenen algunes similituds i algunes diferències amb l'origen llatí: el primer, segon i setè dies segueixen tenint el mateix origen: Sunday, Monday i Saturday (Sol, Lluna i Saturn, respectivament). El sisè dia, Friday, sembla relacionar-se amb Friga o amb Freia, deesses de l'amor, que es correspondrien amb Venus. El cinquè dia, Thursday, prové de Thor, el déu del tro en la mitologia nòrdica, que té el mateix significat que Júpiter en la mitologia llatina. El tercer dia, Tuesday, prové de Tiw, un déu de la llei o de la guerra, el qual podria tenir el seu homòleg en Mart. El quart dia, Wednesday, prové del rei dels déus Wotan (mitologia germànica) o Odin (mitologia nòrdica). La correspondència en aquest cas no és tan clara, encara que Odin, com a déu de la saviesa, podria prendre el paper de Mercuri en el cas de l'aprenentatge i el coneixement esotèric.

### Japonès
En el cas de la llengua japonesa, els dies de dimarts a dissabte es representen estrictament mitjançant els kanji dels 5 elements xinesos o wuxing (foc, aigua, arbre/fusta, or/metall, terra). Tot i això, en realitat aquests símbols s'estan referint als cossos celestes associats a cada element (els kanji de yôbi contenen el significat de 'cos celeste' i 'dia'). Per tant, en realitat els noms dels set dies de la setmana en japonès es corresponen als noms dels set cossos celestes: el Sol i la Lluna ja directament amb el seu pictograma, el foc pel planeta Mart, l'aigua per Mercuri, la fusta per Júpiter, l'or per Venus i la terra per Saturn. Curiosament, exactament igual i en el mateix ordre que pel cas del llatí.

### Taula de les llengües
| Català     | Dilluns                                                                                            | Dimarts                                                                  | Dimecres                                                    | Dijous | Divendres                                                           | Dissabte                                                 | Diumenge                                                                          |
| Abreviació | dl.                                                                                                | dt.                                                                      | dc.                                                         | dj. | dv.                                                                 | ds.                                                      | dg.                                                                               |
| ---------- | -------------------------------------------------------------------------------------------------- | ------------------------------------------------------------------------ | ----------------------------------------------------------- | --- | ------------------------------------------------------------------- | -------------------------------------------------------- | --------------------------------------------------------------------------------- |
| llatí      | dies lunae (‘dia de la Luna’)                                                                      | dies martis (‘dia de Mart’)                                              | dies mercurii (‘dia de Mercuri’)                            | dies iovis (dia de Júpiter)                                                                                | dies veneris (dia de Venus)                                         | dies saturni (dia de Saturn o sabbata)                   | dies solis (‘día del Sol' o Dominica)                                             |
| portuguès  | Segunda-feira                                                                                      | Terça-feira                                                              | Quarta-feira                                                | Quinta-feira                                                                                               | Sexta-feira                                                         | Sábado                                                   | Domingo                                                                           |
| gallec     | Luns Segunda feira                                                                                 | Martes Terza feira                                                       | Mércores Cuarta feira                                       | Xoves Quinta feira                                                                                         | Venres Sexta feira                                                  | Sábado                                                   | Domingo                                                                           |
| lleonès    | Llunes                                                                                             | Martes                                                                   | Miércoles                                                   | Xueves | Vienres                                                             | Sábadu                                                   | Domingu                                                                           |
| castellà   | Lunes                                                                                              | Martes                                                                   | Miércoles                                                   | Jueves | Viernes                                                             | Sábado                                                   | Domingo                                                                           |
| occità     | Diluns                                                                                             | Dimars                                                                   | Dimècres                                                    | Dijòus | Divendres                                                           | Dissabte                                                 | Dimenge                                                                           |
| arpità     | delon delion lon londi                                                                             | demârs mârs mârdi                                                        | demécro mécredi                                             | dejô jôdi                                                                                                  | devendro vendredi                                                   | dessando sando samedi                                    | demenge demenche                                                                  |
| francès    | lundi                                                                                              | mardi                                                                    | mercredi                                                    | jeudi | vendredi                                                            | samedi (de sabbat)                                       | dimanche (de dies dominica, ‘dia del Senyor’)                                     |
| italià     | lunedì                                                                                             | martedì                                                                  | mercoledì                                                   | giovedì | venerdì                                                             | sábato                                                   | domenica                                                                          |
| romanès    | Luni                                                                                               | Marţi                                                                    | Miercuri                                                    | Joi | Vineri                                                              | Sâmbătă                                                  | Duminică                                                                          |
| anglès     | Monday (de Moon Day, ‘dia de la Lluna’)                                                            | Tuesday (Thius-tag†)                                                     | Wednesday (Wotans-tag†)                                     | Thursday (Donars-tag o Thors-tag†)                                                                         | Friday (Frigga-tag o Freya-tag†)                                    | Saturday (de Saturn Day, ‘dia de Saturn')                | Sunday (de Sun Day, ‘dia del Sol')                                                |
| alemany    | Montag                                                                                             | Dienstag                                                                 | Mittwoch                                                    | Donnerstag                                                                                                 | Freitag                                                             | Samstag                                                  | Sonntag                                                                           |
| neerlandès | Maandag                                                                                            | Dinsdag                                                                  | Woensdag                                                    | Donderdag                                                                                                  | Vrijdag                                                             | Zaterdag                                                 | Zondag                                                                            |
| polonès    | Poniedziałek (‘el de després del diumenge’)                                                        | Wtorek (‘el segon després del diumenge’)                                 | Środa (‘el de meitat de la setmana’)                        | Czwartek (‘el quart després del diumenge’)                                                                 | Piątek (‘el cinquè després del diumenge’)                           | Sobota (‘sàbat’)                                         | Niedziela (‘no treballar’)                                                        |
| txec       | Pondělí                                                                                            | Úterý                                                                    | Středa                                                      | Čtvrtek | Pátek                                                               | Sobota                                                   | Neděle                                                                            |
| rus        | Понедельник                                                                                        | Вторник                                                                  | Среда                                                       | Четверг | Пятница                                                             | Суббота                                                  | Воскресенье (‘resurrecció’)                                                       |
| grec       | Δευτέρα                                                                                            | Τρίτη                                                                    | Τετάρτη                                                     | Πέμπτη | Παρασκευή                                                           | Σάββατο                                                  | Κυριακή                                                                           |
| turc       | Pazartesi (= pazar ertesi, ‘el dia després de Pazar’)                                              | Salı (probablement de la paraula àrab que s'usa per anomenar el dimarts) | Çarşamba (= persa per al quart dia de la setmana)           | Perşembe (= persa per al cinquè dia de la setmana)                                                         | Chuma (= àrab ‘dia de la reunió en la mesquita’)                    | Chumartesi (= cuma ertesi, el ‘dia després de Shuma’)    | Pazar (igual al persa basar)                                                      |
| txuvaix    | тунти кун tunti kun (sentit dubtós: 'dia de la bruixeria'?, 'dia del bosc'?, 'dia del naixement'?) | ытлари кун ıtlari kun ('dia d'anar a cavall')                            | юн кун yun kun ('dia de la sang')                           | кĕçнерни кун kĕśnerni kun ('dia del petit divendres')                                                      | эрне кун erne kun ('dia de la setmana', del persa adine, divendres) | шăмат кун şămat kun ('dia del sàbat')                    | вырсарни кун vırsarni kun ('dia del divendres rus')                               |
| mari       | шочмо šočmo' ('naixement')                                                                         | кушкыжмо kuškyžmo ('dia d'anar a cavall', calc del txuvaix)              | вӱргече vürgeče ('dia de la sang', calc del txuvaix)        | изарня izarnja ('petit divendres', calc del txuvaix)                                                       | кугарня kugarnja ('gran dia de la setmana', a partir del txuvaix)   | шуматкече šumatkeče ('dia del sàbat', calc del txuvaix)  | рушарня rušarnja ('divendres rus', 'dia de la setmana rus', a partir del txuvaix) |
| hongarès   | Hétfő (‘cap de la setmana’)                                                                        | Kedd (del hong. kettö=2)                                                 | Szerda (de l'eslau ‘meitat’)                                | Csütörtök (de l'eslau ‘quart dia’)                                                                         | Péntek (de l'eslau ‘cinquè dia’)                                    | Szombat                                                  | Vasárnap (‘dia del mercat’)                                                       |
| japonès    | Getsuyôbi (Dia de la Lluna)                                                                        | Kayôbi (Dia del foc)                                                     | Suiyôbi (Dia de l'aigua)                                    | Mokuyôbi (Dia de l'arbre)                                                                                  | Kinyôbi (Dia de l'or)                                               | Doyôbi (Dia de la Terra)                                 | Nichiyôbi (Dia del Sol)                                                           |
| coreà      | 월요 Woryoil (Dia de la Lluna)                                                                     | 화요일 Hwayoil (Dia del foc)                                             | 수요일 Suyoil (Dia de l'aigua)                              | 목요일 Mokyoil (Dia de l'arbre)                                                                            | 금요일 Geumyoil (Dia de l'or)                                       | 토요일 Toyoil (Dia de la Terra)                          | 일요일 Iryoil (Dia del Sol)                                                       |
| èuscar     | Astelehen (de Aste Lehen, ‘primer dia de la setmana/lluna’)                                        | Astearte (de Aste Arte, ‘Dia del medio de setmana/lluna’)                | Asteazken (de Aste Azken, ‘Darrer dia de la setmana/lluna’) | Ostegun (També Ortz, Urtz o Ostri, el déu mitològic basc del tro i la tempesta)(d'Ost Egun, ‘Dia d'Ortzi’) | Ostiral                                                             | Larunbat (de Lauren bat, ‘el quart dia del cicle lunar’) | Igande (de Igo ande, ‘Primer dia del cicle de la Lluna’)                          |

† substitució de déus